# 国衙村
国衙村（こくがむら）は、兵庫県飾磨郡にあった村。現在の姫路市の中心部、姫路駅の南東一帯にあたる。

## 地理
- 河川 ： 市川、外堀川

## 歴史
- 1889年（明治22年）4月1日 - 町村制の施行により、飾東郡北条村・南条村・庄田村および豊沢村の一部の区域をもって発足。
- 1896年（明治29年）4月1日 - 所属郡が飾磨郡に変更。
- 1912年（明治45年）4月1日 - 大字北条・豊沢の各一部が姫路市に編入。大字庄田・南条および北条・豊沢の各残部が市殿村の一部（大字阿保および市之郷の一部）と合併して城南村が発足。同日国衙村廃止。

## 経済

### 産業
企業
- 播磨紡績[1] - 設立は1896年4月[1]。